# Вестники
«Вестники» — пьеса древнегреческого драматурга Эсхила (первая половина V века до н. э.) в жанре сатировской драмы, посвящённая мифам о Геракле. Её текст практически полностью утрачен.

## Сюжет и судьба пьесы
Точной информации о сюжете «Вестников» в сохранившихся источниках нет, так что исследователям остаётся строить предположения, исходя из названия пьесы. Существует гипотеза о том, что в основе этой сатировской драмы ранний эпизод биографии Геракла, связанный с посольством царя миниев Эргина в Фивы. Эргин потребовал от фиванцев дани; Геракл, возмущённый этим, жестоко расправился с послами, а потом во главе армии разгромил миниев в битве.
В общей сложности Эсхил написал не меньше четырёх пьес о Геракле, но тетралогия из них не выстраивается: две из этих пьес — сатировские драмы (помимо «Вестников» это «Лев»), о сюжете двух трагедий («Алкмена» и «Гераклиды») нет никакой надёжной информации. Текст «Вестников» утрачен практически полностью, сохранилась только одна строчка: «А плащ на нем из львиной шкуры выделан». Речь здесь явно идёт о Геракле, и, если гипотеза о посольстве Эргина верна, должна иметься в виду шкура киферонского льва, а не немейского.